# Chroodiscus verrucosus
Chroodiscus verrucosus är en lavart som beskrevs av R. Sant., Lücking & Vezda. Chroodiscus verrucosus ingår i släktet Chroodiscus och familjen Graphidaceae.   Inga underarter finns listade i Catalogue of Life.